# واتكن تودور جونز
واتكن تودور جونز (بالإنجليزية: Watkin Tudor Jones)‏ هو مغني وممثل جنوب أفريقي، ولد في 26 سبتمبر 1974 بجوهانسبرغ في جنوب أفريقيا. بدأ مشواره المهني سنة 1995.

## أعمال

### أفلام
- (2015) شاباي[6][7]

## وصلات خارجية
- واتكن تودور جونز على موقع IMDb (الإنجليزية)
- واتكن تودور جونز على موقع ميتاكريتيك (الإنجليزية)
- واتكن تودور جونز على موقع روتن توميتوز (الإنجليزية)
- واتكن تودور جونز على موقع ميوزك برينز (الإنجليزية)
- واتكن تودور جونز على موقع ميوزك برينز (الإنجليزية)
- واتكن تودور جونز على موقع ديسكوغز (الإنجليزية)
- واتكن تودور جونز على موقع ديسكوغز (الإنجليزية)
- واتكن تودور جونز على موقع قاعدة بيانات الفيلم (الإنجليزية)